# Columbia (yacht)
Pour les articles homonymes, voir Columbia.
Columbia est un yacht de compétition américain de 40 m, conçu pour la Coupe de l'America (America's Cup). Il est le premier voilier à remporter deux victoires consécutives en 1899 et 1901 de cette plus prestigieuse et ancienne régate américaine internationale de l'histoire de la navigation (baptisée du nom de la première victoire de la goélette America de 1851, dont les États-Unis restent victorieuse pendant 132 ans jusqu'en 1983).

## Coupe de l'America (America's Cup) de 1899 et 1901
Spécialement conçu pour la 10e édition de 1899, ce défenseur de la Coupe de l'America, skippé par Charlie Barr et son équipage scandinave, est victorieux 3 victoires à 0 de ce défi lancé par le britannique Thomas Lipton, avec son voilier Shamrock du Royal Ulster Yacht Club, conçu par William Fife (un yacht appelé le défenseur représente le yacht club qui détient la Coupe de l'America, et un second yacht appelé le challenger, représente le yacht club qui tente de remporter la coupe du détenteur du trophée).

10e édition America's Cup 1899
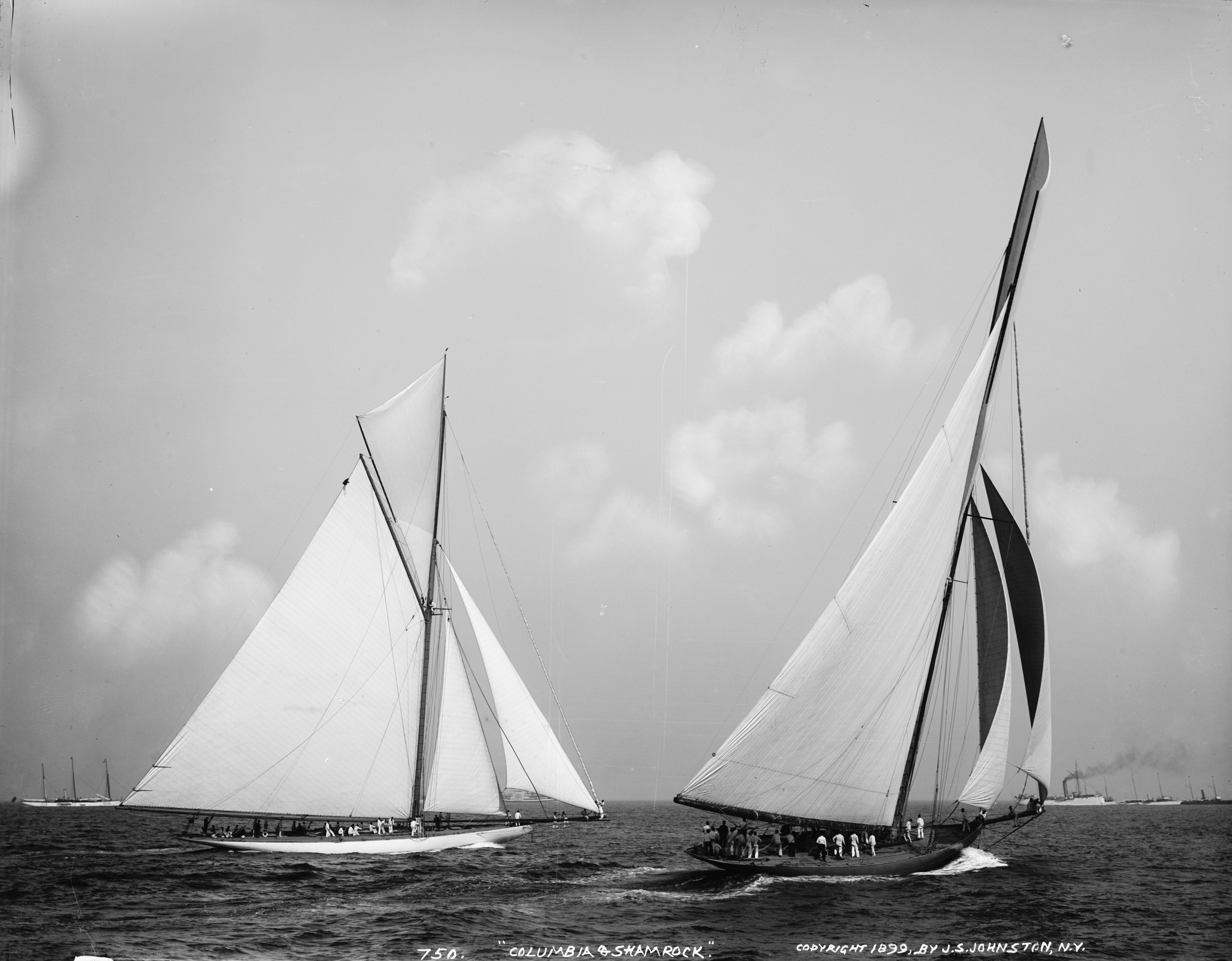
Columbia & Shamrock
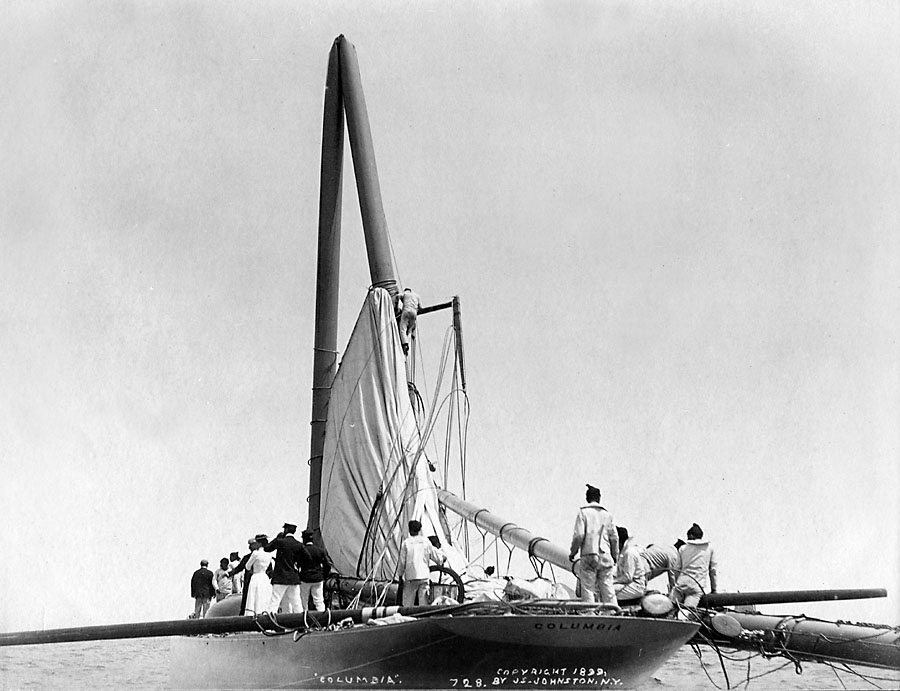
Démâtage
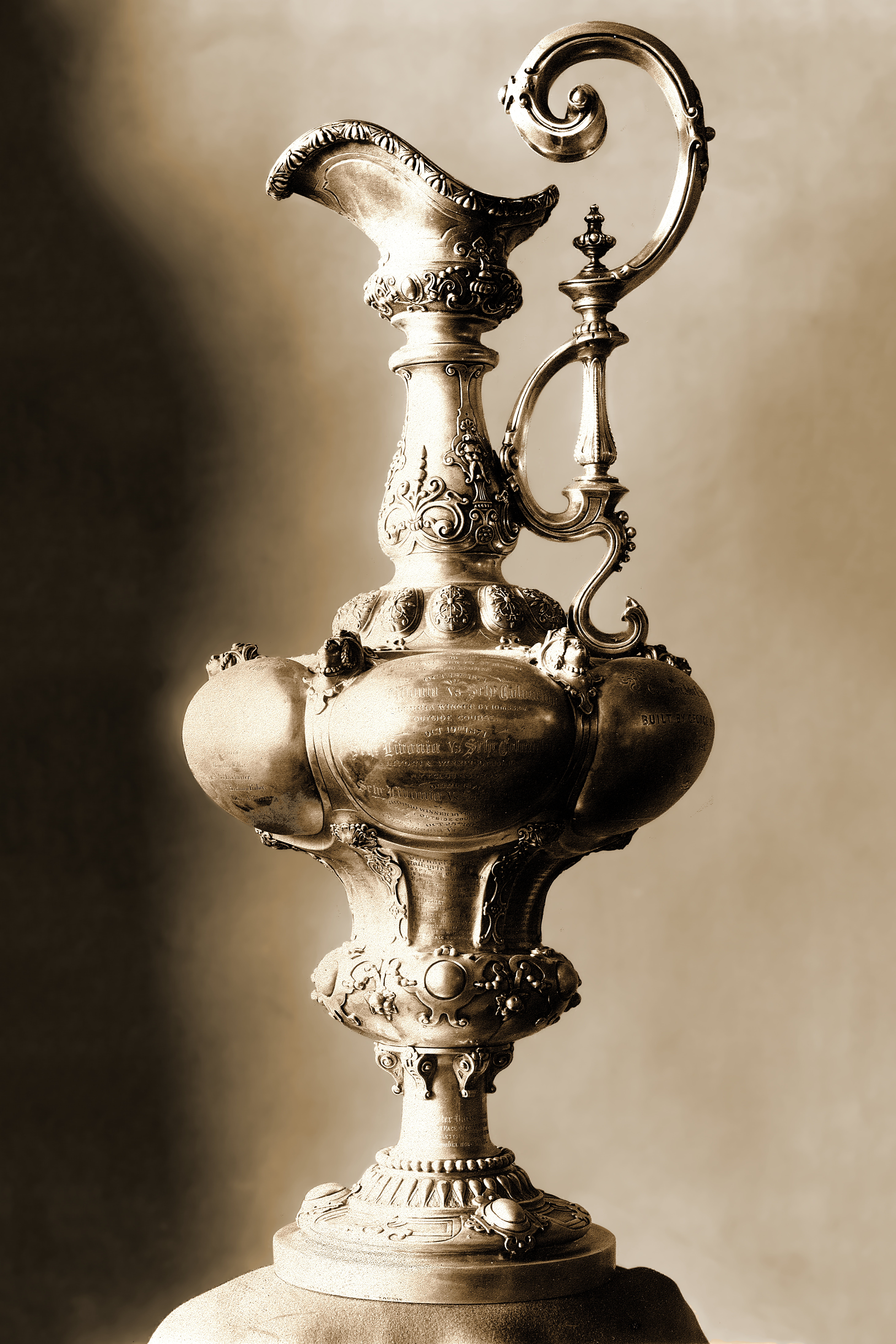
La Coupe de l'America

Deux ans après avoir remporté ce premier trophée, Columbia est à nouveau victorieux par 3 victoires à 0 du nouveau défi de l'America's Cup de 1901, lancé par Thomas Lipton, avec son challenger britannique Shamrock II du Royal Ulster Yacht Club, conçu par George Lennox Watson (Columbia remporte les régates de sélection pour la place de defender en finissant ex æquo au nombre de victoires avec son successeur Constitution (conçu pour cette 11e édition de l'America's Cup) mais le gain des 5 dernières régates par Charlie Barr à bord de Columbia, décide les membres du New York Yacht Club (NYYC) de le choisir pour remporter ce défi).

11e édition America's Cup 1901
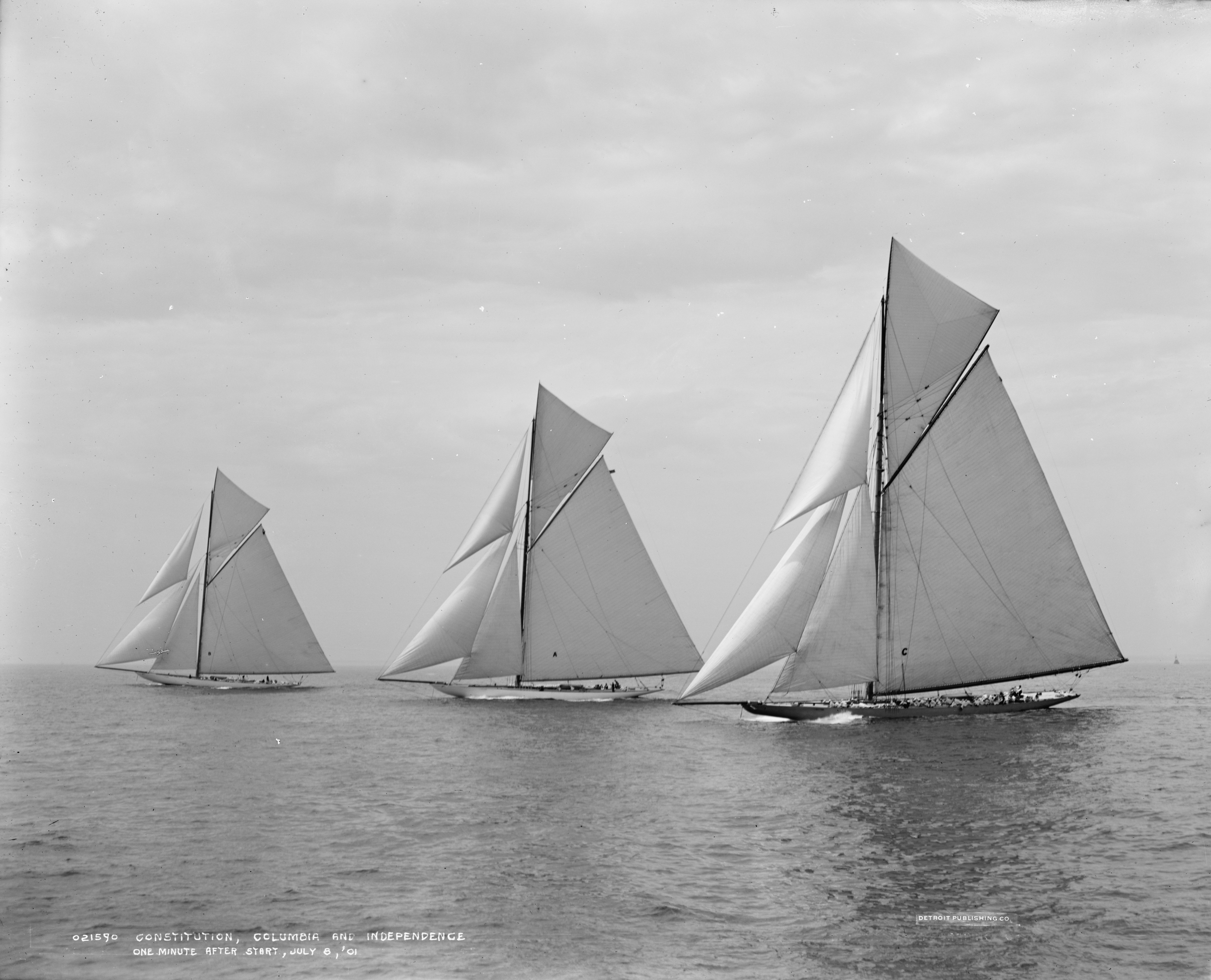
Constitution, Columbia et Independence (qualifications)
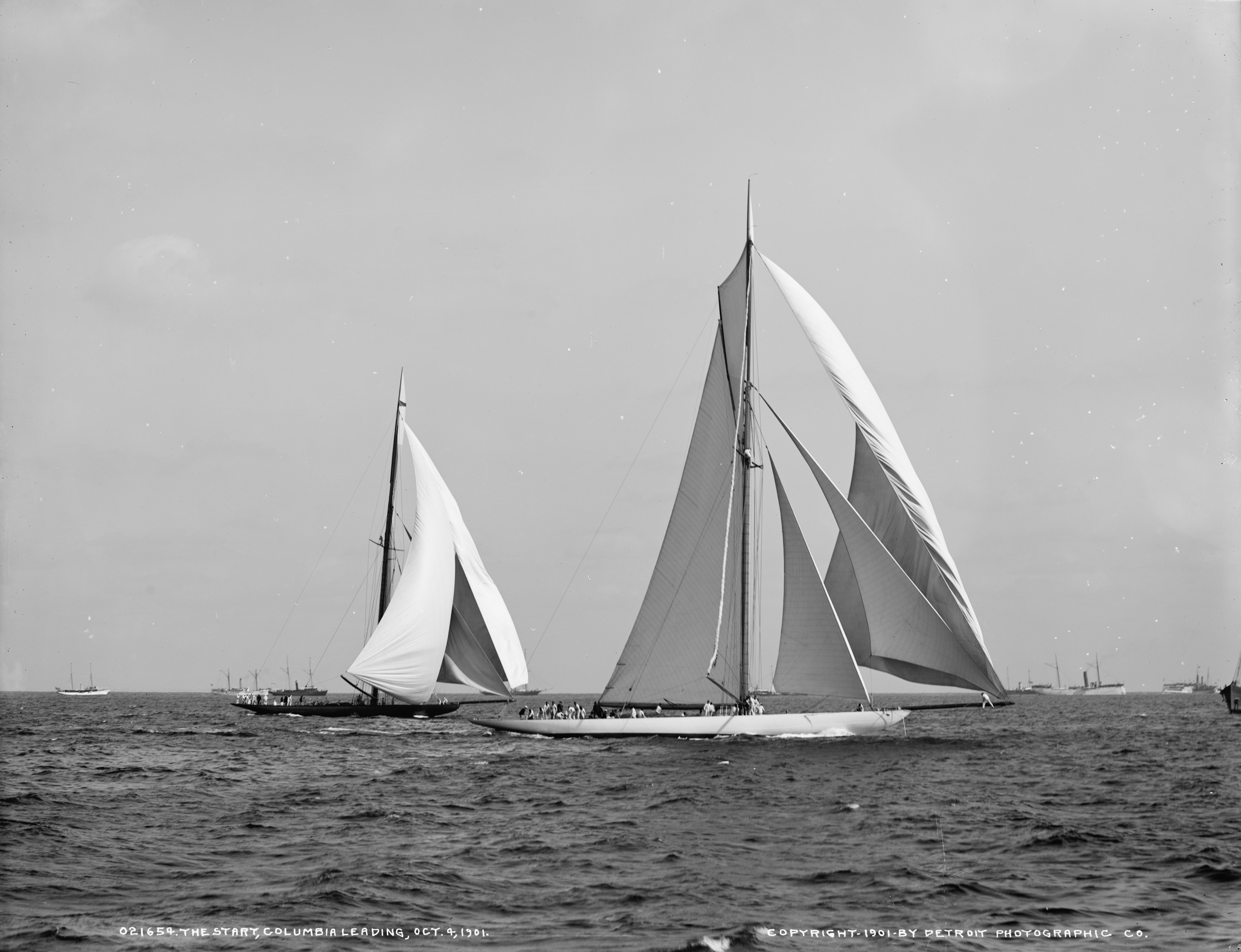
Shamrock II & Columbia
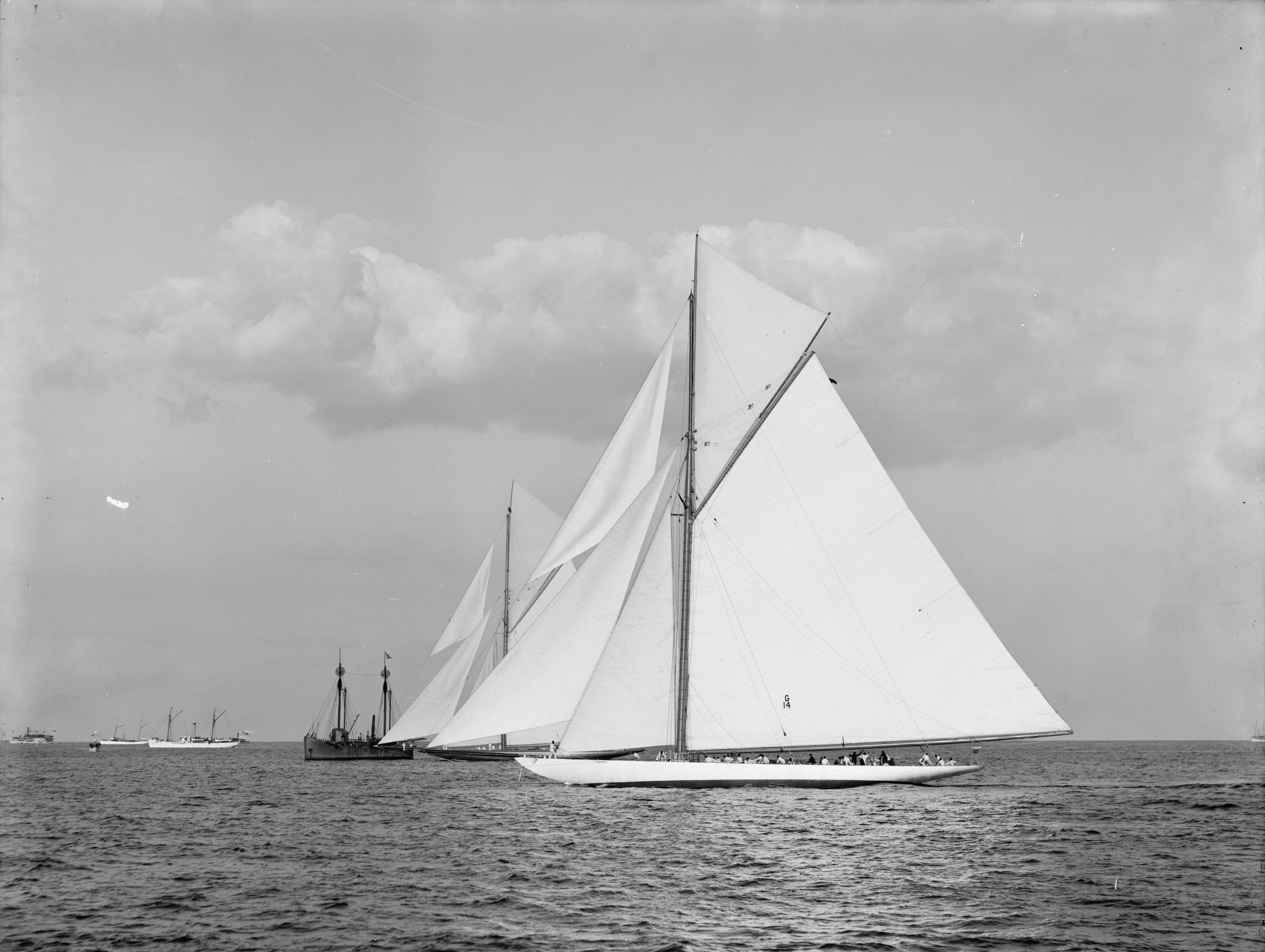
Columbia

## Au cinéma de Thomas Edison
Thomas Edison (PDG fondateur de la General Electric, et un des inventeurs du cinéma) est invité par Thomas Lipton à bord de son yacht Erin à vapeur, pour filmer avec sa caméra cinématographique kinétographe révolutionnaire d'alors, ses deux voiliers à la pointe des technologies et des performances de leur époque, et pour réaliser un de ses premiers films « Columbia Winning the Cup » de l'America's Cup 1899 (un des plus anciens films de l'histoire du cinéma américain). Guglielmo Marconi effectue quelques-unes de ses premières applications de liaisons radiotélégraphiques lors de cette compétition.

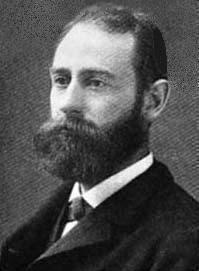
L'architecte naval Nathanael Herreshoff en 1898

## Construction
Les plans du cotre-sloop Columbia (avec voile à corne, flèche, foc, clinfoc, et trinquette) sont dessinés en 1898-1899 par l’architecte naval américain Nathanael Herreshoff, pour le compte des richissimes banquiers hommes d'affaires et membres du Syndicat du New York Yacht Club (NYYC) John Pierpont Morgan et Edwin Dennison Morgan. La construction est réalisée par Herreshoff Manufacturing Company à Bristol (Rhode Island) (chantier naval de Nathanael Herreshoff). Troisième défenseur de la coupe de l'America dessiné par Herreshoff à remporter le trophée, après les yachts Vigilant et Defender, inspirée du premier yacht vainqueur America de la régate, il est doté d'une structure en acier au nickel, d'une coque en laiton, et d'un mât télescopique en acier, ultérieurement remplacé par un mât en pin d'Oregon après démâtage du premier.

## Carrière
Columbia est lancé le 10 juin 1899. Il remporte facilement les régates de qualification contre l'ancien vainqueur Defender, dans le port de New York. Barré par Charlie Barr (un des meilleurs skippers de yacht de son temps, triple vainqueur de la Coupe de l’América 1899, 1901 et 1903), il remporte les trois courses l'opposant au challenger britannique Shamrock. L'Américaine Hope Goddard Iselin (première femme à participer à la coupe de l'America) fait partie de l'équipage de Columbia.
En 1901, toujours skippé par Charlie Barr, il se qualifie de nouveau pour affronter le challenger britannique Shamrock II, puis remporte les trois courses.
En 1903, barré par le capitaine « Lem » Miller, équipier de Charlie Barr lors des deux précédentes éditions et malgré des modifications, il échoue face à son successeur Reliance de Nathanael Herreshoff, à se qualifier pour une troisième coupe de l'America.
Il est démoli en 1913.

## Palmarès
- 1899 : vainqueur 3:0 de la 10e édition de la Coupe de l'America contre le voilier Shamrock, du britannique Thomas Lipton, du Royal Ulster Yacht Club.
- 1901 : vainqueur 3:0 de la 11e édition de la Coupe de l'America contre le voilier Shamrock II, de Thomas Lipton, du Royal Ulster Yacht Club.

## Autres voiliers Columbia de l'America's Cup
- Columbia (1871)
- Columbia (1958)